# Каолин
Каоли́н — глина белого цвета, она же белая глина. Горная порода, состоящая из минерала каолинита. Образуется при разрушении (выветривании) гранитов, гнейсов и других горных пород, содержащих полевые шпаты (первичные каолины). В результате перемыва первичных каолинов и происходит переотложение их в виде осадочных пород; образуются вторичные каолины, называемые также «каолиновые глины».
Общая химическая формула: Al2O3·2SiO2·2H2O

## Этимология

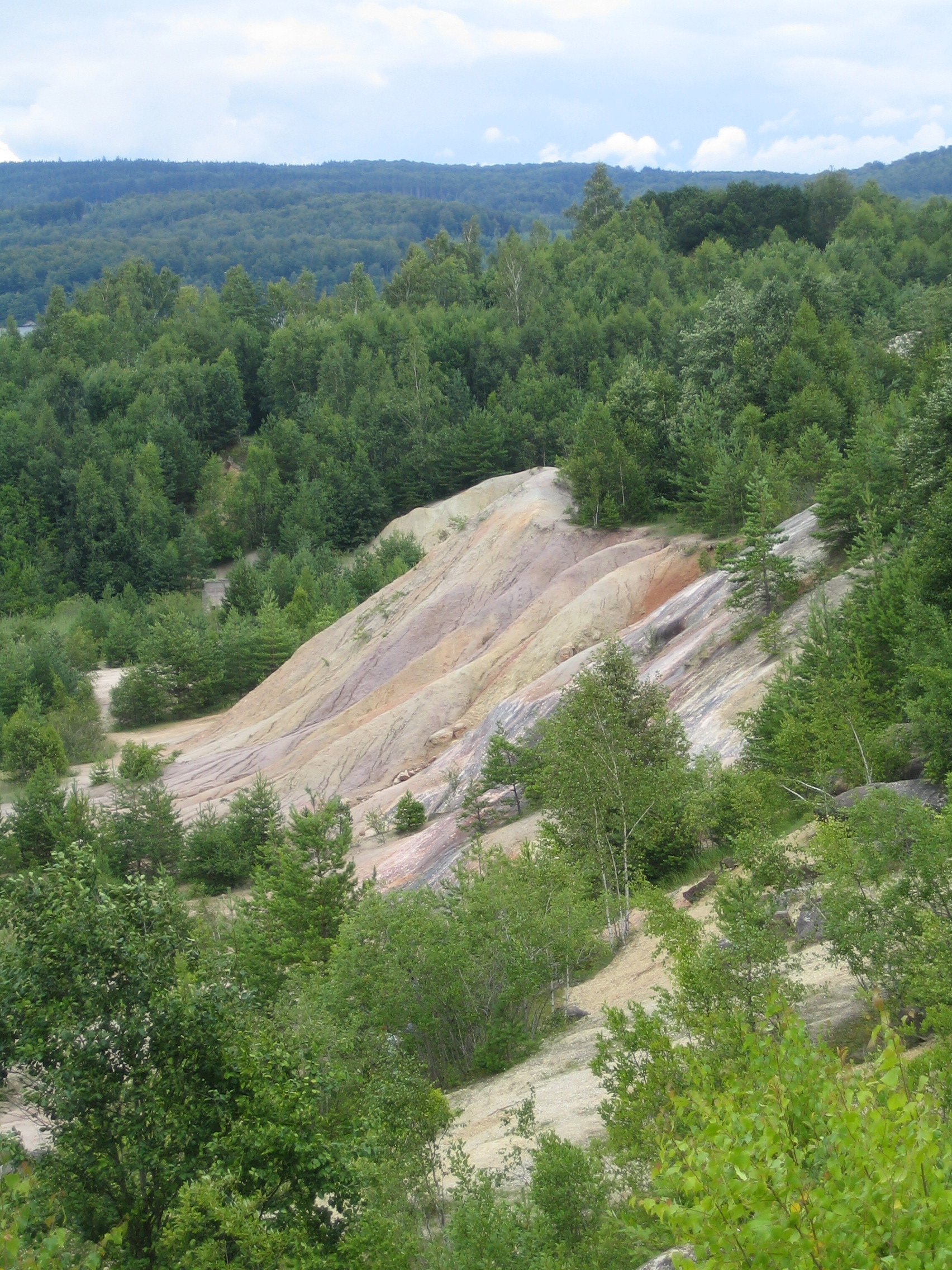
Выходы каолина

Слово каолин (кит. 高嶺土) происходит от китайского топонима Гаолин (кит. 高嶺, палл.: gāo lǐng, переводится как «высокие горы») юго-восточной провинции Китая Цзянси, где впервые был обнаружен каолин.

## Применение
Основные свойства каолина — высокая огнеупорность, низкая пластичность и связующая способность. Каолин ненабухающий материал с пластинчатыми зернами.
Обычно каолин обогащают, удаляя вредные примеси (гидроксиды и сульфиды Fe и Ti), которые уменьшают белизну и огнеупорность. Обогащённый каолин используют как сырьё в производстве фарфора, фаянса, тонкой электротехнической керамики; для получения ультрамарина, Al2(SO4)3 и AlCl3; в качестве наполнителя в производстве бумаги, резины, пластмасс, основ для кровельных материалов; он входит в состав пестицидов и косметических изделий (под названием «белая глина»).
Каолин применяется для изготовления коленкора и других переплётных материалов, а также входит в состав покрытия (мелования) мелованных бумаги и картона.

### Огнеупорность
Природный каолин ограниченно используют для производства шамота, полукислого огнеупорного кирпича, строительной керамики, белого цемента.

### Фармация
Государственная фармакопея IX издания приводит также синоним Bolus Alba и даёт следующее описание: белый порошок желтоватого или сероватого цвета, жирный на ощупь. Нерастворим в воде и разведённых кислотах. С небольшим количеством воды каолин образует пластичную массу, обладающую специфическим запахом.
Фармакологическое действие каолина обволакивающее и абсорбирующее (поглощающее). В общей фармакопейной статье Pilulae (Пилюли) каолин также рекомендуется в качестве наполнителя для таких прописей, в которых приводятся вещества, разлагающиеся при смешивании с органическими наполнителями.

## Месторождения
На территории Украины — Кировоградская (Обозновское месторождение), Винницкая, Днепропетровская, Запорожская, Сумская (Полошки), Житомирская (Новоград-Волынский район, c. Немильня), Черкасская область. В Казахстане — месторождения Алексеевское, Елтай (Акмолинская область).

### В России

Бывший каолиновый карьер возле города Кыштым. Берега карьера состоят из белой глины.

На 2009 год в Челябинской области находятся самые крупные месторождения каолинов в России: разрабатываются Кыштымское месторождение, месторождение Журавлиный Лог в Увельском районе, в Еленинском в Карталинском районе. Крупнейшее месторождение высококачественных каолинов — Коскольское в Оренбургской области, его промышленная разработка начата в 2021 году.
Объём производства каолина по итогам 2014 года в России составил 779 тыс. тонн, что на 10 % выше уровня 2013 года. По состоянию на 2014 год 77 % производства каолина сконцентрировано в УФО, 23 % сосредоточено в СЗФО.